# Cerynea ochreana
Cerynea ochreana är en fjärilsart som beskrevs av Bethune-Baker 1908. Cerynea ochreana ingår i släktet Cerynea och familjen nattflyn. Inga underarter finns listade i Catalogue of Life.